# Megacyclops viridis
Megacyclops viridis är en kräftdjursart som först beskrevs av Louis Jurine 1820.
Megacyclops viridis ingår i släktet Megacyclops och familjen Cyclopidae. Arten är reproducerande i Sverige. Inga underarter finns listade i Catalogue of Life.